# Kotkel
Kotkel fue un vikingo procedente de las Hébridas que participó en la colonización de Islandia hacia el siglo X. Aparece como un oscuro personaje de la saga de Laxdœla, un hechicero versado en el seiðr bajo el amparo de Hallsteinn Þórólfsson. También soborna a otro caudillo, Þorleikur Höskuldsson buscando su protección tras ser expulsado de su asentamiento. Stigandi Kotkelsson, persigue a Ingunn Þórólfsdóttir y fue acusado de malas artes por su hijo Þórður Ingunnarson (n. 970), segundo marido de Guðrún Ósvífursdóttir, y por ello maldito por Kotkel, muriendo Þórður en un naufragio. Þorleikur Höskuldsson se enemista con Kari Hrutsson, hijo menor de Hrut Herjolfsson, y solicita a Stigandi, también seguidor del seiðr, otro hechizo que provoca la muerte de Kari. Padre e hijo fueron capturados, ajusticiados y ejecutados por Ólafur pái Höskuldsson.